# حفل توزيع جوائز الأوسكار الحادي والثمانون
حفل توزيع جوائز الأوسكار الواحد بعد الثمانين (بالإنجليزية: 81st Academy Awards)‏ هو النسخة الواحدة بعد الثمانين من المهرجان وقد أقيم في 22 فبراير 2009 وقدمه هيو جاكمان واستمر لمدة 3 ساعات ونصف الساعة في لوس أنجلوس.

## الأفلام الفائزة

### جائزة أفضل فيلم
- مليونير متشرد

### جائزة أفضل مخرج
- داني بويل عن فيلم مليونير العشوائيات

### جائزة أفضل ممثل رئيسي
- شون بن عن فيلم ميلك

### جائزة أفضل ممثلة رئيسية
- كيت وينسليت عن فيلم القارئ

### جائزة أفضل ممثل ثانوي
- هييث ليدجر عن فيلم فارس الظلام

### جائزة أفضل ممثلة مساندة
- بينيلوبي كروز عن فيلم فيكي كريستينا برشلونة

### جائزة أفضل فيلم رسوم متحركة
- والي لمخرجه أندرو ستانتون

### جائزة أفضل فيلم وثائقي
- رجل على سلك

### جائزة أفضل فيلم بلغة أجنبية
- مغادرون من اليابان باللغة اليابانية

## وصلات خارجية
- حفل توزيع جوائز الأوسكار الحادي والثمانون على موقع IMDb (الإنجليزية)
- «الصعلوك الذي أصبح مليونيرا» يحصد 8 جوائز أوسكار. موقع سي إن إن العربي